# 岡民子
岡 民子（おか たみこ 1949年12月20日 - ）は、日本の司会者、タレント。本名は高崎 民子（たかさき たみこ）。当初は、テレビ東京の通信販売番組である「三越テレビカタログ」の前身である「アルタ お買得テレフォン・ショッピング」を担当し、1988年10月ごろから、「テレビ朝日リビング・朝のショッピング」を1998年9月まで担当していた。
数年間、テレビショッピングによる番組に携わり、とくに朝のショッピングに出演時、小池由紀子、神崎詠子、浜まさみなどと共演していた時期もあった。

## テレビショッピング以外の出演番組
- バーディー大作戦（1974年、TBS）
- 暮らしのヒント（1977年、日本テレビ）
- 9時のサスペンス（1996年、日本テレビ）